# Eric Nam
Eric Nam (kor. 에릭남, ur. 17 listopada 1988) – amerykańsko-koreański piosenkarz i autor tekstów. Został wybrany „Człowiekiem Roku 2016” przez GQ Korea i znalazł się na liście „30 Under 30 Asia 2017” Forbesa.

## Życiorys

### Wczesne życie
Eric Nam urodził się 17 listopada 1988 roku Atlancie, w Stanach Zjednoczonych. Ma dwóch młodszych braci, Eddiego i Briana. Eric ukończył The Lovett School w 2007 roku, Boston College w 2011 roku na kierunku studia międzynarodowe oraz drugim fakultecie studia azjatyckie, a także spędził rok za granicą studiując na Uniwersytecie Pekińskim. Zaakceptował stanowisko analityka biznesowego w Deloitte Consulting w Nowym Jorku, zanim zrezygnował, by wziąć udział w inicjatywach mikrofinansowania w Indiach, po czym zdecydował się na karierę w branży rozrywkowej. Eric biegle włada językiem angielskim i koreańskim, wprawnie włada językiem hiszpańskim i mandaryńskim.

### 2011–2012: Początki kariery muzycznej
Eric Nam zwrócił na siebie uwagę amerykańskich mediów jako student dzięki publikowanym w serwisie YouTube coverami popularnych piosenek koreańskich i amerykańskich. Został zauważony też w Korei: MBC zaprosiło Erica do Seulu, aby wziął udział w popularnym programie Star Audition: Birth of a Great Star 2, podobnym do X Factora. Po ośmiu miesiącach Eric znalazł się w pierwszej piątce zawodników i rozpoczął karierę w Korei Południowej.
25 września 2012 roku podpisał kontrakt z B2M Entertainment jako artysta solowy.

### 2013–2015: Debiut zCloud 9
23 stycznia 2013 roku Eric zadebiutował ze swoim pierwszym minialbumem Cloud 9, z wiodącym singlem „Heaven's Door” (kor. 천국의 문 (Heaven`s Door)).
W latach 2013–2016 Eric był MC After School Club stacji Arirang TV i jego spin-offu ASC After Show – interaktywnego programu dla artystów K-popowych i ich fanów, emitowanego w 188 krajach. Odszedł z programu, aby skoncentrować się na swojej muzycznej karierze. Przeprowadził wywiady z wieloma gwiazdami hollywoodzkimi, takimi jak Matt Damon, Emma Stone, Andrew Garfield, Robert Downey Jr., Paris Hilton, Benedict Cumberbatch, Jamie Foxx, Amanda Seyfried, Ki Hong Lee, Miranda Kerr, Noel Gallagher, Barbara Palvin i wielu innych.
8 kwietnia 2014 roku piosenkarz wydał pierwszy cyfrowy singel „Ooh Ooh” (kor. 우우 (Ooh Ooh)). W grudniu ukazał się jego drugi cyfrowy singel „Melt My Heart” (kor. 녹여줘) oraz teledysk do piosenki.
W lutym 2015 roku Eric pojawił się na minialbumie Amber Liu, Beautiful, w utworze „I Just Wanna”. 5 marca wydał singel „I'm OK” (kor. 괜찮아 괜찮아) oraz teledysk do piosenki, a pod koniec maja – singel „Dream”, z udziałem 15& i Park Ji-min dla Charity Project.
W grudniu Eric podpisał umowę na wyłączność z CJ E&M.

## Dyskografia

### Minialbumy
- Cloud 9 (2013)
- Interview (2016)
- Honestly (2018)
- Before We Begin (2019)
- The Other Side (2020)

### Single
- „Heaven's Door” (2013)
- „Ooh Ooh” (feat. Hoya z Infinite) (2014)
- „Melt My Heart” (2014)
- „I'm OK” (2015)
- „Good For You” (2016)
- „Can't Help Myself” (feat. Loco) (2016)
- „Hold Me” (2017)
- „Honestly...” (2018)
- „Runaway” (2019)
- „Love, Die, Young” (2019)
- „Wonder” (2019)

## Filmografia

### Programy telewizyjne
| Rok       | Tytuł                                  | Stacja telewizyjna | Uwagi                                      |
| --------- | -------------------------------------- | ------------------ | ------------------------------------------ |
| 2011-2012 | Birth of A Great Singer 2              | MBC                | uczestnik                                  |
| 2013-2016 | After School Club                      | Arirang TV         | prowadzący                                 |
| 2014      | Section TV                             | MBC                | prowadzący                                 |
| 2014–2015 | We Got Married 4                       | MBC                | panelista                                  |
| 2015      | King of Mask Singer                    | MBC                | uczestnik (odc. 5 jako "Hello Mr. Monkey") |
| od 2015   | No Oven Dessert 2                      | Olive TV           | prowadzący                                 |
| 2016      | We Got Married                         | MBC                | razem z Solar z Mamamoo (odc. 316-348)     |
| 2016      | Daddy and I                            | tvN                | członek obsady (odc. 1–5)                  |
| 2016      | Law of the Jungle in Mongolia          | SBS                | członek obsady (odc. 234–237)              |
| 2016      | Yang and Nam Show                      | Mnet               | prowadzący                                 |
| 2017–2018 | Wizard of Nowhere                      | MBC                | członek obsady (odc. 15–35)                |
| 2018      | Battle Trip                            | KBS2               | Special MC (odc. 85-86)                    |
| 2018–2019 | Grandma's Restaurant in Samcheong-dong | KBS2               | pracownik (odc. 1–12)                      |